# Teorema di Haga
Il teorema di Haga è un teorema riguardante la matematica degli origami, che studia come questi possono essere usati per arrivare alla soluzione di un problema matematico o geometrico.

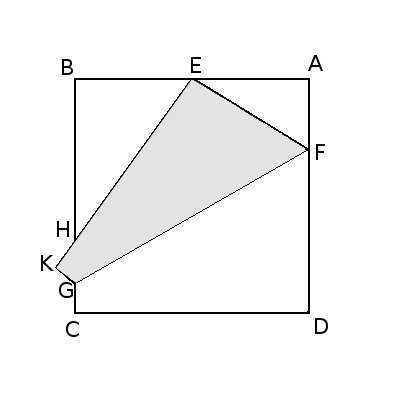
Costruzione del Teorema di Haga

## Il teorema
Il teorema di Haga è stato enunciato dal matematico Kazuo Haga. Esso afferma che
"Se sul lato {\displaystyle AB} di un foglio quadrato {\displaystyle ABCD} si fissa un segmento {\displaystyle AE} tale che il suo rapporto col lato del quadrato sia {\displaystyle x}, allora portando il vertice {\displaystyle D} in {\displaystyle E} mediante la piega {\displaystyle FG}, il lato {\displaystyle CD} interseca {\displaystyle BG} nel punto {\displaystyle H} tale che:
{\displaystyle {\overline {BH}}={\frac {2x}{(x+1)}}.}
Quindi, portando {\displaystyle B} a sovrapporsi su {\displaystyle H}, si divide a metà {\displaystyle BH} ottenendo così:
{\displaystyle {\frac {1}{2}}{\overline {BH}}={\frac {x}{(x+1)}}.}"

## Esempi
- Se {\displaystyle E} è il punto medio di {\displaystyle AB}, allora

{\displaystyle x={\frac {1}{2}},\qquad {\overline {BH}}={\frac {2}{3}},\qquad {\frac {1}{2}}{\overline {BH}}={\frac {1}{3}}.}
- Se {\displaystyle E} divide {\displaystyle AB} in quattro parti, allora

{\displaystyle x={\frac {1}{4}},\qquad {\overline {BH}}={\frac {2}{5}},\qquad {\frac {1}{2}}{\overline {BH}}={\frac {1}{5}}.}
- Se {\displaystyle AB=10} e {\displaystyle AE=3} parti, allora

{\displaystyle x={\frac {3}{10}},\qquad {\overline {BH}}={\frac {6}{13}},\qquad {\frac {1}{2}}{\overline {BH}}={\frac {3}{13}}.}
- In genere se {\displaystyle x={\frac {\overline {AE}}{\overline {AB}}}={\frac {n}{m}}}, allora

{\displaystyle {\overline {BH}}={\frac {2n}{n+m}},\qquad {\frac {1}{2}}{\overline {BH}}={\frac {n}{n+m}}.}

## Dimostrazione
I triangoli {\displaystyle AEF} e {\displaystyle EBH} sono simili (per il primo criterio di similitudine, avendo due angoli uguali) e quindi vale la seguente proporzione: {\displaystyle {\overline {BH}}:{\overline {EB}}={\overline {AE}}:{\overline {AF}}}.
Ponendo, senza perdere in generalità, il lato del quadrato uguale a 1 abbiamo che {\displaystyle {\overline {AE}}=x} e {\displaystyle {\overline {EB}}={\overline {AB}}-{\overline {AE}}=1-x}.
Applicando il teorema di Pitagora al triangolo rettangolo {\displaystyle AEF} si ha {\displaystyle {\overline {AF}}^{2}+{\overline {AE}}^{2}={\overline {FE}}^{2}}.
Poiché {\displaystyle {\overline {EF}}={\overline {FD}}={\overline {AD}}-{\overline {AF}}=1-{\overline {AF}}} si ha {\displaystyle {\overline {AF}}^{2}+{\overline {AE}}^{2}=(1-{\overline {AF}})^{2}} e quindi {\displaystyle {\overline {AF}}={\frac {(1-{\overline {AE}}^{2})}{2}}={\frac {(1-x^{2})}{2}}}.
Sostituendo nella proporzione si ottiene: {\displaystyle {\overline {BH}}={\frac {2x(1-x)}{(1-x^{2})}}={\frac {2x}{(1+x)}}}.

## Triangoli "egizi"
Solo nei casi in cui {\displaystyle E} divide il lato del quadrato in 2 o 3 parti si ha che i due triangoli {\displaystyle AEF} e {\displaystyle BHE} sono triangoli rettangoli "egizi" ovvero costruiti sulla terna pitagorica 3, 4, 5. Poiché i triangoli in oggetto sono simili basterà impostare il ragionamento solo sul triangolo {\displaystyle AEF}.
Imponiamo le condizioni affinché i cateti di tali triangolo rettangolo siano rispettivamente 3 e 4 volte multipli di una stessa grandezza {\displaystyle a} (da cui, per il teorema di Pitagora, segue che l'ipotenusa lo sarà 5 volte).
Sono possibili i due casi: {\displaystyle {\overline {AE}}=x=3a} e {\displaystyle {\overline {AF}}={\frac {(1-x^{2})}{2}}=4a} o, viceversa, {\displaystyle {\overline {AE}}=x=4a} e {\displaystyle {\overline {AF}}={\frac {(1-x^{2})}{2}}=3a}.
Nel primo caso abbiamo: {\displaystyle a={\frac {x}{3}}}; {\displaystyle {\frac {(1-x^{2})}{2}}={\frac {4x}{3}}} da cui segue: {\displaystyle 3-3x^{2}=8x} che ha una sola soluzione positiva {\displaystyle x={\frac {1}{3}}}.
Nel secondo caso abbiamo: {\displaystyle a={\frac {x}{4}}}; {\displaystyle {\frac {(1-x^{2})}{2}}={\frac {3x}{4}}} da cui segue: {\displaystyle 2-2x^{2}=3x} che ha una sola soluzione positiva {\displaystyle x={\frac {1}{2}}}.